# Оґосе (Сайтама)

35°57′52″ пн. ш. 139°17′39″ сх. д. / 35.96444° пн. ш. 139.29417° сх. д.
Оґосе́ (яп. 越生町, おごせまち, МФА: [ogose mat͡ɕi̥]) — містечко в Японії, в повіті Ірума префектури Сайтама. Станом на 1 жовтня 2008 площа містечка становила 40,44 км². Станом на 1 січня 2009 населення містечка становило 12 826 осіб.